# Plzeň

Logo

Plzeň  (in tedesco Pilsen; in polacco Pilzno; in yiddish פּילזען‎?, Pilzen) è una città della Repubblica Ceca nella Boemia occidentale, capoluogo della regione di Plzeň e quarta per popolazione dopo Praga, Brno ed Ostrava. Amministrativamente la città è anche capoluogo dei distretti di Plzeň-město, Plzeň-jih e Plzeň-sever.
Scelta come Capitale europea della cultura per il 2015 insieme a Mons, la città è famosa per la sua birra pilsener, la Pilsner Urquell e per gli stabilimenti della Škoda, fondata da Emil Škoda nel 1859.

## Geografia
È situata a circa 90 km a sud-ovest di Praga, luogo di confluenza dei fiumi Radbuza, Mže, Úslava e Úhlava nel Berounka.

## Storia
Plzeň si affaccia alla storia per la prima volta nel 976, come teatro di una battaglia nella guerra tra il principe Boleslao II e l'imperatore Ottone II; diventò una città nel 1295, fondata da Venceslao II. Durante le guerre hussite fu il centro della resistenza cattolica agli hussiti. Fu assediata senza successo per tre volte dagli hussiti e prese parte alla lega cattolica contro il re Giorgio di Podebrady (Jiří z Poděbrad). La prima tipografia ceca aprì a Plzeň nel 1468.
Durante la guerra dei trent'anni la città fu presa dai protestanti guidati dal conte di Mansfeld nel 1618 e non venne ripresa dagli Imperiali fino al 1621. Alberto di Wallenstein (Albrecht Wenzel Eusebius von Wallenstein) ne fece il suo quartier generale per l'inverno poco prima della sua morte violenta a Cheb nel febbraio 1634. Plzeň fu nuovamente assediata dagli svedesi nel 1637 e nel 1648, però non riuscirono a prenderla.
Alla fine della seconda guerra mondiale, il 6 maggio 1945, Plzeň (e la Boemia occidentale) fu liberata dai nazisti dalle truppe del generale Patton, invece che dall'Armata Rossa come il resto della Cecoslovacchia. Dalla seconda metà degli anni novanta nella città vi è stata una forte crescita di investimenti stranieri.

## Economia e istruzione
Plzeň è un importante centro economico e culturale della Repubblica Ceca, nel '900 è stato un importante centro di produzione acciai per la Skoda.
In questa città, verso la fine dell'800, venne creata la birra qualità Pilsener.
Vi ha sede l'Università della Boemia Occidentale, conosciuta per la sua Scuola di Ingegneria e per il Dipartimento di Matematica Applicata e la Charles University, conosciuta per la sua scuola di Medicina.

## Monumenti e luoghi d'interesse

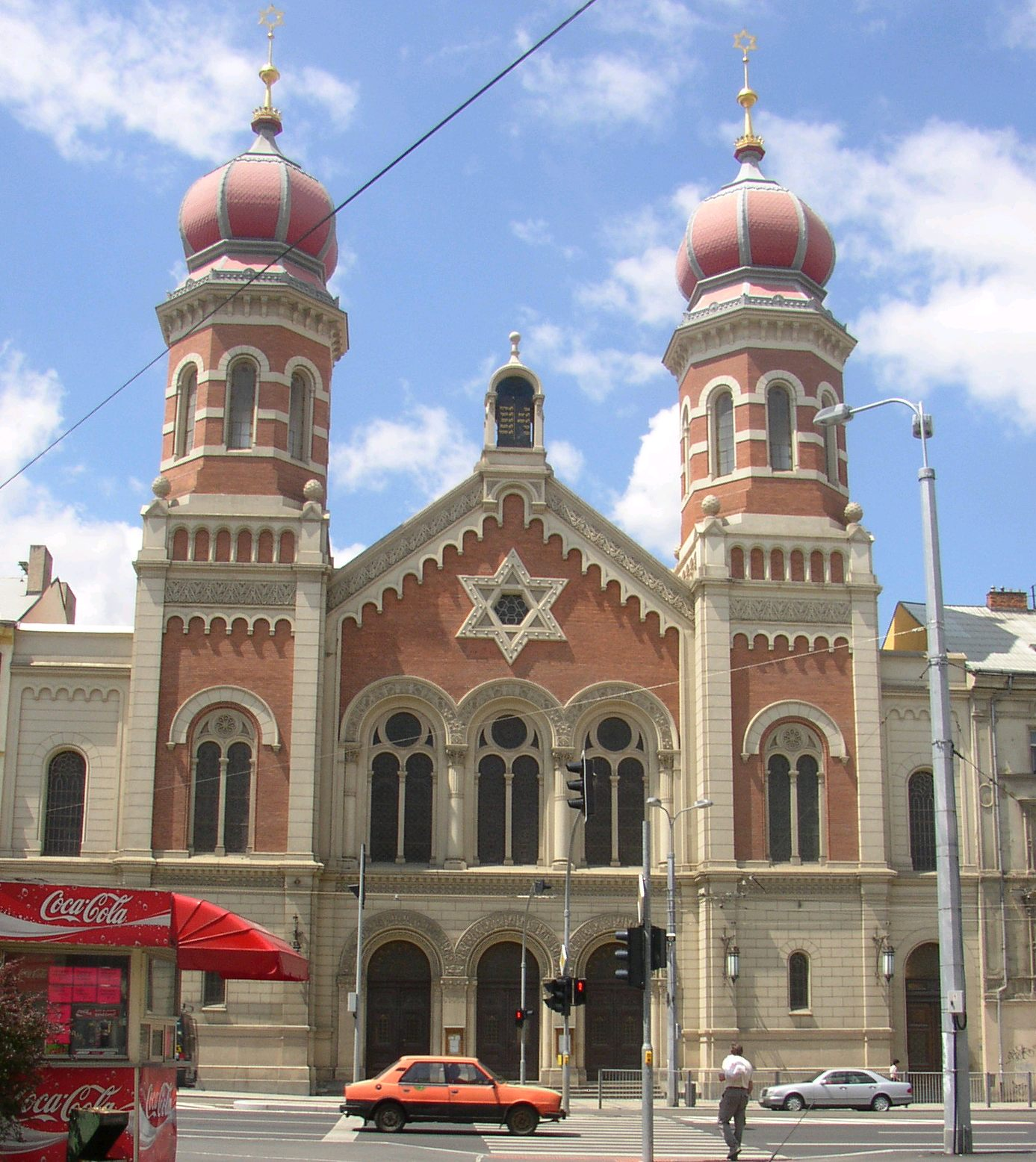
La grande Sinagoga

- La cattedrale di San Bartolomeo ha il campanile più alto della Repubblica Ceca (102,3 m). Fu iniziata nel 1295, all'epoca della fondazione della città, e terminata nel XVI secolo, in stile gotico.
- La Colonna della Peste, eretta nel 1681 durante un'epidemia, si trova in prossimità della Piazza della Repubblica.
- Municipio in stile rinascimentale del XVI secolo.
- Chiesa gotico-barocca dei francescani.
- La sinagoga, che è la terza più grande del mondo, dopo quelle di Gerusalemme e Budapest.

## Amministrazione

### Gemellaggi
- Limoges

## Sport

### Atletica
Il team della città è l'AK Škoda Plzeň.

### Calcio
La squadra principale della città è il Viktoria Plzeň.

### Hockey
Il club della città è il HC Škoda Plzeň.